# Nemestrinus hirtus
Nemestrinus hirtus är en tvåvingeart som beskrevs av Robert W. Lichtwardt 1909. Nemestrinus hirtus ingår i släktet Nemestrinus och familjen Nemestrinidae. Inga underarter finns listade i Catalogue of Life.